# 14739 Edgarchavez
14739 Edgarchavez eller 2000 EF21 är en asteroid i huvudbältet som upptäcktes den 3 mars 2000 av Catalina Sky Survey projektet. Den är uppkallad efter Edgar Chavez.
Asteroiden har en diameter på ungefär 10 kilometer och den tillhör asteroidgruppen Eos.